# Jay Silva
Jay Silva (ur. 25 maja 1981 w Luandzie) – amerykański zawodnik mieszanych sztuk walki wagi średniej i ciężkiej, urodzony w Angoli w brazylijskiej rodzinie. Walczył m.in. dla UFC, Bellator MMA, MFC, Tachi Palace Fights czy KSW.

## Kariera MMA

### Wczesna kariera
Zainteresowanie Silvy mieszanymi sztukami walki rozwinęło się po obejrzeniu pierwszego sezonu amerykańskiego reality show The Ultimate Fighter. Następnie Silva trenował brazylijskie jiu-jitsu pod okiem grapplera, Renzo Gracie, osiągając poziom purpurowego pasa. Po czym Silva rozpoczął karierę zawodową w MMA. Silva był też mistrzem w Grapplers Quest zarówno w kategorii wagi ciężkiej i absolutnej.

### Ultimate Fighting Championship
W 2009 roku Silva podpisał kontrakt z największą organizacją MMA na świecie Ultimate Fighting Championship. W swoim debiucie dla federacji zastąpił w ostatniej chwili Dana Millera przeciwko C.B. Dollawayowi na UFC Fight Night: Diaz vs. Guillard, która odbyła się 16 września w Oklahoma City. Przegrał jednogłośnie na punkty.
Następna walka Silvy była przeciwko Chrisowi Lebenowi 11 stycznia 2010 na gali UFC Fight Night 20. Silva ponownie przegrał jednomyślnie (30-27, 30-27, 30-27). Po dwóch przegranych został zwolniony z największej federacji MMA na świecie.

### Bellator MMA
Po UFC podpisał kontrakt z Bellator MMA. Silva w debiucie dla Bellatora zastąpił Paulo Filho, który miał walczyć z mistrzem wagi ciężkiej Hectorem Lombardem w super walce na gali Bellator 18. 13 maja 2010 Silva został ekspresowo znokautowany przez Kubańczyka w zaledwie 6 sekund pierwszej rundy.
14 maja 2011 w drugiej walce dla Bellatora pokonał po trzech rundach jednogłośną decyzją sędziowską Gemiyale Adkinsa.

### Dalsza kariera
2 grudnia 2010 znokautował w pierwszej rundzie weterana MMA Jaime Jara na gali Tachi Palace Fights 7, kończąc walkę po 33. sekundach pierwszej odsłony.
4 listopada 2011 zawalczył o pas mistrzowski Superior Cage Combat w kategorii średniej. Przegrał jednogłośnie na punkty po pięciu rundach z Bristolem Marunde.
Jeszcze w tym samym roku Silva zmierzył się z innym weteranem UFC, Kendallem Grove. 16 lutego w Las Vegas podczas gali Superior Cage Combat 4 wygrał walkę przez techniczne poddanie walki z powodu duszenia trójkątnego rękoma w drugiej rundzie.

### KSW
W 2012 podpisał kontrakt z Konfrontacją Sztuk Walki. 12 maja na gali KSW 19 po bardzo dobrej i zaciętej wojnie przegrał większościową decyzją z Michałem Materlą. Stawką pojedynku był pas KSW w wadze średniej, który ostatecznie zdobył Materla. Po walce zawodnicy zostali nagrodzeni bonusem za najlepszą walkę wieczoru tej gali.
28 września 2013 na KSW 24 zmierzył się w rewanżowym boju z Michałem Materlą. Pojedynek tym razem nie był o pas, gdyż Silva po pierwszej walce z Polakiem przegrał dwie kolejne walki. Silva sensacyjnie w drugiej rundzie znokautował Materlę, tym udanie się mu rewanżując. Po gali Silva został nagrodzony przez organizację bonusem za nokaut wieczoru.
22 marca 2014 podczas gali KSW 26 po raz trzeci spotkał się w klatce z Michałem Materlą. W stawce pojedynku na szali był pas Materli KSW w wadze średniej. Pojedynek był podobny do pierwszego starcia i po trzech rundach jednogłośnie na punkty zwyciężył Materla. Zawodnicy zostali po raz kolejny nagrodzeni bonusem za walkę wieczoru.
6 grudnia 2014 na KSW 29 zremisował pojedynek jednogłośnie z Piotrem Strusem.
23 maja 2015 podczas gali KSW 31 zmierzył się z tureckim bokserem, Azizem Karaoglu. Przegrał przez techniczny nokaut w pierwszej rundzie.
22 października 2017 w Dublinie na gali KSW 40 zastąpił kontuzjowanego Jamesa McSweeneya, przegrywając wówczas z byłym strongmanem, Mariuszem Pudzianowskim po większościowej decyzji. Walka odbyła się w kategorii ciężkiej.
Oczekiwano, że 5 czerwca 2021 podczas wydarzenia KSW 61: To Fight or Not To Fight zmierzy się z Michałem Kitą. Ostatecznie wypadł z tego zestawienia przez kontuzję kolana, której doznał w trakcie przygotowań do walki.

### Fame MMA
5 kwietnia 2025 zadebiutował dla organizacji Fame MMA. Podczas gali Fame 25: Revolution w Częstochowie zmierzył się z mniej doświadczonym Denisem Labrygą. Przegrał jednogłośną decyzją sędziów.

## Walka w kick-boxingu
W lipcu 2023 roku nowopowstała, polska organizacja typu freak fight – Clout MMA ogłosiła walkę Jaya Silvy z kick-bokserem Tomaszem Sararą zaplanowaną na zasadach K-1, która odbyła się 5 sierpnia w warszawskiej hali COS Torwar. Przegrał przez jednogłośną decyzję sędziowską.

## Osiągnięcia

### Brazylijskie jiu-jitsu
- Mistrz Grapplers Quest w wadze ciężkiej i absolutnej.
- Purpurowy pas BJJ.

## Lista zawodowych walk w MMA
| Wynik     | Bilans   | Przeciwnik (bilans przed walką) | Rozstrzygnięcie                                 | Runda | Czas | Rozgrywki                                    | Data       | Miejsce           | Uwagi                                                      |
| --------- | -------- | ------------------------------- | ----------------------------------------------- | ----- | ---- | -------------------------------------------- | ---------- | ----------------- | ---------------------------------------------------------- |
| Przegrana | 12-14- 1 | Denis Labryga (2-1)             | Decyzja (jednogłośna)                           | 3     | 5:00 | Fame 25: Revolution                          | 05.04.2025 | Częstochowa       | Debiut w Fame MMA                                          |
| Przegrana | 12-13-1  | Michael Quintero (5-2)          | Decyzja (niejednogłośna)                        | 5     | 5:00 | LXF 4                                        | 15.11.2019 | Burbank           | Walka o pas LXF w wadze ciężkiej. Main Event               |
| Wygrana   | 12-12-1  | Oscar Cota (10-1)               | Techniczne poddanie (duszenie trójkątne rękoma) | 3     | 2:13 | Golden Boy Promotions: Liddell vs. Ortiz 3   | 24.11.2018 | Inglewood         |                                                            |
| Wygrana   | 11-12-1  | Zsolta Balla (7-4-1)            | Decyzja (jednogłośna)                           | 3     | 5:00 | Serbian Battle Championship 17               | 28.04.2018 | Odzaci            |                                                            |
| Przegrana | 10-12-1  | Mariusz Pudzianowski (11-5)     | Decyzja (większościowa)                         | 3     | 5:00 | KSW 40: Dublin                               | 22.10.2017 | Dublin            | Main Event. Debiut w wadze ciężkiej.                       |
| Przegrana | 10-11-1  | Tim Williams (14-3)             | Decyzja (jednogłośna)                           | 3     | 5:00 | CCFC 63                                      | 18.02.2017 | Atlantic City     |                                                            |
| Wygrana   | 10-10-1  | Guram Mestvirishvili (0-0)      | Decyzja (jednogłośna)                           | 3     | 5:00 | Ring of Combat 54                            | 04.03.2016 | Atlantic City     |                                                            |
| Przegrana | 9-10-1   | Aziz Karaoglu (7-6)             | TKO (ciosy pięściami)                           | 1     | 1:48 | KSW 31: Materla vs. Drwal                    | 23.05.2015 | Gdańsk            |                                                            |
| Remis     | 9-9-1    | Piotr Strus (9-3-1)             | Remis (jednogłośny)                             | 3     | 5:00 | KSW 29: Reload                               | 06.12.2014 | Kraków            |                                                            |
| Przegrana | 9-9      | Michał Materla (19-4)           | Decyzja (jednogłośna)                           | 3     | 5:00 | KSW 26: Materla vs. Silva III                | 22.03.2014 | Warszawa          | Walka o pas KSW w wadze średniej. Bonus za walkę wieczoru  |
| Wygrana   | 9-8      | Michał Materla (19-3)           | KO (ciosy pięściami)                            | 2     | 4:05 | KSW 24: Starcie Gigantów                     | 28.09.2013 | Łódź              | Bonus za nokaut wieczoru                                   |
| Przegrana | 8-8      | Sam Alvey (19-5)                | TKO (ciosy pięściami)                           | 3     | 1:05 | MFC 37                                       | 10.05.2013 | Edmonton          | Walka w umownym limicie -84,8 kg.                          |
| Przegrana | 8-7      | Wes Swofford (7-3)              | TKO (ciosy pięściami i łokciami)                | 1     | 0:41 | MFC 36                                       | 15.02.2013 | Edmonton          |                                                            |
| Przegrana | 8-6      | Michał Materla (16-3)           | Decyzja (większościowa)                         | 3     | 5:00 | KSW 19: Pudzianowski vs. Sapp                | 12.05.2012 | Łódź              | Walka o pas KSW w wadze średniej. Bonus za walkę wieczoru. |
| Wygrana   | 8-5      | Kendall Grove (14-9)            | Techniczne poddanie (duszenie trójkątne rękoma) | 2     | 1:52 | Superior Cage Combat 4                       | 16.02.2012 | Las Vegas         | Main Event                                                 |
| Przegrana | 7-5      | Bristol Marunde (11-6)          | Decyzja (jednogłośna)                           | 5     | 5:00 | Superior Cage Combat 3                       | 04.11.2011 | Las Vegas         | Walka o pas SCC w wadze średniej. Co-Main Event            |
| Wygrana   | 7-4      | Gemiyale Adkins (6-1)           | Decyzja (jednogłośna)                           | 3     | 5:00 | Bellator 44                                  | 14.05.2011 | Atlantic City     |                                                            |
| Wygrana   | 6-4      | Jaime Jara (29-7)               | KO (ciosy pięściami)                            | 1     | 0:33 | Walki Tachi Palace 7                         | 02.12.2010 | Lemoore           |                                                            |
| Przegrana | 5-4      | Hector Lombard (24-2-1)         | KO (cios pięścią)                               | 1     | 0:06 | Bellator 18                                  | 13.05.2010 | Monroe            | Walka w umownym limicie -86,2 kg. Main Event               |
| Przegrana | 5-3      | Chris Leben (18-7)              | Decyzja (jednogłośna)                           | 3     | 5:00 | UFC Fight Night: Maynard vs. Diaz            | 11.01.2010 | Fairfax           |                                                            |
| Przegrana | 5-2      | C.B. Dollaway (8-2)             | Decyzja (jednogłośna)                           | 3     | 5:00 | UFC Fight Night: Diaz vs. Guillard           | 16.09.2009 | Stany Zjednoczone | Debiut w wadze średniej                                    |
| Wygrana   | 5-1      | Ray Lizama (7-5)                | KO (ciosy pięściami)                            | 3     |      | Wezwanie do broni 2                          | 15.08.2009 | Ontario           |                                                            |
| Wygrana   | 4-1      | Reggie Orr (8-5-1)              | KO (latające kolano)                            | 2     | 1:41 | Wezwanie do broni 1                          | 16.05.2009 | Ontario           |                                                            |
| Wygrana   | 3-1      | Mike Johnson (2-2)              | TKO (ciosy pięściami)                           | 2     | 1:26 | Extreme Challenge: Mayhem at the Marina      | 28.03.2009 | Atlantic City     |                                                            |
| Przegrana | 2-1      | Plinio Cruz (2-0)               | Decyzja (niejednogłośna)                        | 3     | 5:00 | KAP: Powrót Macaco                           | 07.02.2009 | Newark            |                                                            |
| Wygrana   | 2-0      | Ozzy Avalos (0-0)               | KO (kolano)                                     | 3     | 0:42 | Promocje Sparstar: Bitwa wschodzących gwiazd | 25.07.2008 | Montebello        |                                                            |
| Wygrana   | 1-0      | Mark DaPolito (1-2)             | Poddanie (duszenie zza pleców)                  | 2     | 3:47 | Ring of Combat 20                            | 27.06.2008 | Atlantic City     | Debiut w MMA w wadze półciężkiej                           |

## Lista walk w kick-boxingu
| Wynik     | Bilans | Przeciwnik (bilans przed walką) | Rozstrzygnięcie       | Runda | Czas | Rozgrywki                       | Data       | Miejsce  | Uwagi                                                 |
| --------- | ------ | ------------------------------- | --------------------- | ----- | ---- | ------------------------------- | ---------- | -------- | ----------------------------------------------------- |
| Przegrana | 0-1    | Tomasz Sarara (41-7)            | Decyzja (jednogłośna) | 3     | 3:00 | Clout MMA 1: Fonfara vs. Najman | 05.08.2023 | Warszawa | Debiut w kick-boxingu w rękawicach do MMA. Zasady K-1 |